# کونیوکرانرا
کونیوکرانرا (به اسپانیایی: Coñocranra) یک کوه در پرو است. کونیوکرانرا ۵٬۸۲۲ متر بالاتر از سطح دریا واقع شده‌است.